# 湖北省立法科大学
湖北省立法科大学，原为1909年设立的官办湖北法政学堂，于辛亥革命后重建而成。

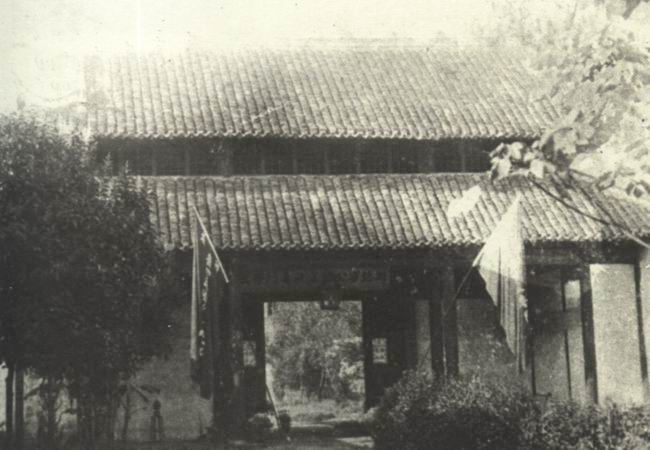
湖北公立法政专门学校校门

## 历史沿革
- 1908年5月，原湖广总督赵尔巽创办的法政学堂在武昌王府口巡抚衙门开学，设法律、政治两科以培养专门人才，招收学生380人。[1]
- 民国初年，恢复学堂，改为湖北公立法政专门学校。[1]
- 1924年，学校更名“湖北省立法科大学”。湖北督军蕭耀南为抵制曹锟、吴佩孚势力侵入，说服旅居上海、北京两地之国民党元老回湖北，结果公推张知本为省立法科大学校长。[1]
- 1926年冬，并入国立武昌中山大学。[1]后成为武汉大学法学院。

## 著名校友

### 校长
- 张知本，1924年任法科大学校长，1928年5月任湖北省政府主席。1933年当上立法委员，并主持《五五宪法草案》的起草工作。

### 教师
- 陈雪涛，历任湖北省立法科大学、国立武昌商科大学、国立武昌高师、国立武汉大学讲师、教授。
- 鄧初民，中國現代政治學家，1925年任法科大學教務長。后任山西大學校長、中國民主同盟中央副主席。

### 学生
- 覃济川，中国共产党员，1927年10月22日被反动势力杀害。（1923年考入）
- 王炎立，中国共产党员，1931年被捕后牺牲在狱中。（1925年考入）
- 张馨，1915年毕业于湖北法政学堂，1933-1937年任新疆教育厅长，后为盛世才以莫须有的罪名杀害。